# Øjvind Winge
Øjvind Winge (Aarhus, 1886 – Copenaghen, 1964) è stato un biologo e genetista danese.
È nato nella città di Aarhus nel nord della penisola dello Jutland in Danimarca.
Intraprese gli studi universitari presso l'Università di Copenaghen, in un primo momento in legge, ma presto preferì dedicarsi allo studio della biologia. Conseguì la laurea magistrale nel 1910.
È stato direttore del Dipartimento di Fisiologia del Carlsberg Laboratory di Copenaghen.
Si dedicò con passione alla ricerca in campo della genetica, pubblicando, tra gli altri, importanti studi sui cromosomi sessuali nelle Fanerogame dioiche.
È noto anche per avere scoperto il meccanismo della determinazione sessuale nel pesce d'acqua dolce Poecilia reticulata. Anche per questa ragione, in suo onore, è stato attribuito il nome di Poecilia wingei ad un pesciolino dello stesso genere.